# William Watson McIntire
William Watson McIntire (ur. 30 czerwca 1850 w Chambersburgu, Pensylwania, zm. 30 marca 1912) – amerykański polityk, działacz Partii Republikańskiej. W latach 1897–1899 był przedstawicielem czwartego okręgu wyborczego w stanie Maryland w Izbie Reprezentantów Stanów Zjednoczonych.